# Bahía interior de Puno
La bahía interior de Puno es una pequeña sección de la bahía o golfo de Puno, que a su vez forma parte del lago Titicaca. Está ubicada frente a la ciudad de Puno, en el departamento del mismo nombre, al sureste del Perú. Se extiende entre los promontorios de Chulluni, al norte, y Chimú, al sur. Tiene una superficie de unos 16 km², con un volumen aproximado de agua de 43 000 m³. En la bahía se encuentran las islas de Esteves y Espinar, que son unidades morfológicas rocosas y firmes, con un paisaje atractivo para la recreación y turismo. 

## Descripción geográfica
La bahía interior de Puno es poco profunda, siendo su profundidad media de 2,7 m, y la máxima de 8 m; sin embargo, la mayor parte de la bahía se encuentra a menos de 2 metros de profundidad. Presenta una forma casi cuadrada, con una longitud de 4,8 km de norte a sur, y una anchura máxima de unos 5 kilómetros de este a oeste. La entrada de la bahía interior tiene aproximadamente 4,5 km de ancho, pero la mayor parte se encuentra bloqueada por extensos totorales y dejan abierto un angosto canal de unos 300 m de ancho cerca de Chimú, que la comunica con el resto del lago. Asimismo, existe otro canal de navegación que conduce hacia las islas flotantes de los uros, asentados en la parte del totoral localizado en el noreste de la bahía. Las temperaturas de las aguas superﬁciales de la bahía varia entre 10 °C en la época seca (junio y julio) hasta 15 °C a mediados de octubre. La temperatura máxima de 20 °C se registra cerca del muelle de Puno entre los meses de noviembre y diciembre.

## Problemas de contaminación
Al este de la bahía interior, se desarrollan extensos totorales que restringen el flujo de agua entre esta bahía y el resto del lago, de tal manera que se facilita la acumulación de contaminantes y sedimentos, que provienen de la ciudad de Puno. El conjunto de estos factores hace que la bahía interior de Puno sea muy susceptible a la eutrofización. Algunas manifestaciones de eutrofización en la bahía interior son físicas, como la marcada disminución en la transparencia de sus aguas, y la concentración de nitratos y fosfatos en niveles muy altos. Además existe sobresaturación de oxígeno en superficie y ausencia total de este a tan solo un metro de profundidad, lo que conlleva episodios periódicos de mortandad de peces. Otros síntomas de la progresiva eutrofización a que se está viendo sometido el lago Titicaca, en la bahía interior de Puno, son la proliferación de una planta foránea, la lenteja de agua (Lemna gibba), y la prácticamente inexistente, durante gran parte del año, de fauna bentónica en grandes áreas, siendo, cuando aparece, escasa e indicadora del alto nivel de contaminación de la bahía interior de Puno, que hace intolerables las condiciones ambientales incluso para los organismos más tolerantes.